# Drugi rząd Algirdasa Brazauskasa
Drugi rząd Algirdasa Brazauskasa – trzynasty rząd Republiki Litewskiej od ogłoszenia niepodległości w 1990.
Został utworzony po wyborach do Sejmu w 2004 przez koalicję Litewskiej Partii Socjaldemokratycznej (LSDP), Partii Pracy (DP), Nowego Związku (Socjalliberałów) (NS) oraz Związku Partii Chłopskiej i Nowej Demokracji (VNDPS). Algirdas Brazauskas nominację na premiera otrzymał 29 listopada 2004. Skład rządu został zatwierdzony przez prezydenta 7 grudnia 2004. Gabinet rozpoczął funkcjonowanie 14 grudnia 2004 po zaakceptowaniu jego programu przez Sejm.
31 maja 2006, po wyjściu Partii Pracy z koalicji rządowej, Algirdas Brazauskas podał się do dymisji. Dymisja rządu została przyjęta przez prezydenta dzień później. Po dymisji gabinetu, a przed powołaniem nowego rządu, pełniącym obowiązki premiera był Zigmantas Balčytis.

## Skład rządu
| funkcja                           | minister               | partia | okres urzędowania | okres urzędowania |
| funkcja                           | minister               | partia | od                | do                |
| --------------------------------- | ---------------------- | ------ | ----------------- | ----------------- |
| premier                           | Algirdas Brazauskas    | LSDP   | 14 grudnia 2004   | 1 czerwca 2006    |
| minister edukacji i nauki         | Remigijus Motuzas      | LSDP   | 14 grudnia 2004   | 18 lipca 2006     |
| minister finansów                 | Algirdas Butkevičius   | LSDP   | 14 grudnia 2004   | 13 maja 2005      |
| minister finansów                 | Zigmantas Balčytis     | LSDP   | 13 maja 2005      | 18 lipca 2006     |
| minister gospodarki               | Viktor Uspaskich       | DP     | 14 grudnia 2004   | 21 czerwca 2005   |
| minister gospodarki               | Kęstutis Daukšys       | DP     | 29 czerwca 2005   | 18 lipca 2006     |
| minister komunikacji              | Zigmantas Balčytis     | LSDP   | 14 grudnia 2004   | 10 czerwca 2005   |
| minister komunikacji              | Petras Čėsna           | LSDP   | 10 czerwca 2005   | 18 lipca 2006     |
| minister kultury                  | Vladimiras Prudnikovas | DP     | 14 grudnia 2004   | 18 lipca 2006     |
| minister obrony narodowej         | Gediminas Kirkilas     | LSDP   | 14 grudnia 2004   | 18 lipca 2006     |
| minister pracy i opieki socjalnej | Vilija Blinkevičiūtė   | NS     | 14 grudnia 2004   | 26 maja 2006      |
| minister rolnictwa                | Kazimira Prunskienė    | VNDPS  | 14 grudnia 2004   | 18 lipca 2006     |
| minister spraw wewnętrznych       | Gintaras Furmanavičius | DP     | 14 grudnia 2004   | 18 lipca 2006     |
| minister spraw zagranicznych      | Antanas Valionis       | NS     | 14 grudnia 2004   | 18 lipca 2006     |
| minister sprawiedliwości          | Gintautas Bužinskas    | DP     | 14 grudnia 2004   | 18 lipca 2006     |
| minister środowiska               | Arūnas Kundrotas       | LSDP   | 14 grudnia 2004   | 18 lipca 2006     |
| minister zdrowia                  | Žilvinas Padaiga       | DP     | 14 grudnia 2004   | 18 lipca 2006     |